# Disturbia
Disturbia è un film del 2007 diretto da D.J. Caruso, che ha come protagonisti Shia LaBeouf e Sarah Roemer. Il titolo è il nome della città d'ambientazione.
Il film è uscito nelle sale degli Stati Uniti il 13 aprile 2007.

## Trama
L'adolescente emarginato Kale Brecht, durante un rimprovero, dà un pugno al suo insegnante di spagnolo quando quest'ultimo nomina il padre recentemente scomparso in un incidente stradale. Comprendendo la situazione, un giudice lo condanna a tre mesi di arresti domiciliari, con un braccialetto elettronico e un sensore di prossimità. 
Il primo giorno di arresti domiciliari, la detective Parker spiega come funziona il braccialetto. L'ufficiale che lo sorveglia, Gutierrez, si rivela essere il cugino dell'insegnante spagnolo che Kale ha picchiato. Per passare il tempo, Kale guarda la TV e gioca ai videogiochi fino a quando sua madre Julie annulla il suo abbonamento a Xbox Live e taglia il cavo della sua TV, frustrata nel vedere il figlio che non si impegna a recuperare. Annoiato, Kale inizia a spiare i suoi vicini con un binocolo; tra loro spiccano l'attraente nuova vicina Ashley Carlson, e Robert Turner, un uomo solitario. 
Una notte Kale inizia a sospettare di Turner dopo il suo ritorno a casa in una Ford Mustang del 1960 con un paraurti ammaccato, che corrisponde alla descrizione di una macchina data in una notizia di un serial killer a piede libero. Facendo amicizia con Ashley, iniziano a spiare Turner con il migliore amico di Kale, Ronnie. Turner torna a casa con una donna da un club; mentre osservano i due, vedono la donna scappare spaventata correndo in giro per la casa, come se venisse inseguita dall'uomo, ma più tardi la vedono allontanarsi sulla propria auto, e pensano dunque di aver inteso male la situazione.
Kale diventa geloso quando Ashley organizza una festa e flirta con persone popolari della scuola, spingendolo a mettere della musica in contrasto con quella della festa. Ashley irrompe in casa per spegnerla, e Kale rivela che la stava osservando da quando si è trasferita e che è interessato a lei; dopo una breve discussione, i due si baciano.
Il giorno dopo, Kale fa seguire Turner ad Ashley in un supermercato, così che Ronnie possa ottenere il codice del telecomando del garage di Turner. Lei accetta, ma Turner la scopre nel parcheggio e la minaccia. Scossa, Ashley smette di partecipare alle indagini. Ronnie poi si rende conto che ha dimenticato il suo telefono nella macchina di Turner e irrompe nel suo garage, così Kale che lo controlla a distanza. Quando Ronnie rimane intrappolato quando la porta del garage si chiude, Kale cerca di salvarlo, ma fa arrivare la polizia facendo scattare il braccialetto. I poliziotti arrivano e perquisiscono il garage, e Kale accusa Turner di essere un assassino. Tuttavia, trovano solamente una borsa contenente un cervo morto.
Julie va a casa di Turner per convincerlo a non sporgere denuncia contro Kale. Ronnie fugge da casa di Turner e dà a Kale il video che ha fatto mentre correva attraverso la casa. Mettendo pausa su un frame e zoomando, Kale vede il cadavere della donna del club. Nel frattempo, Turner mette fuori gioco e lega Julie. Entra poi in casa loro, facendo svenire Ronnie con una mazza. Dopo aver legato e imbavagliato Kale, rivela che ha intenzione di incastrarlo per gli omicidi, facendo sembrare che Kale si sia poi ucciso. Tuttavia, Ashley arriva, distraendo Turner e permettendo a Kale di attaccarlo. Kale lo getta dalle scale prima che Ashley lo liberi. Poi saltano fuori dalla finestra tuffandosi nella piscina di Ashley, mentre Turner si riprende. Intanto, il braccialetto di Kale avverte di nuovo la polizia.
Cercando sua madre, Kale entra in casa di Turner. All'interno, trova le prove dei precedenti omicidi di Turner, inclusi i cadaveri delle sue vittime e il vestito e la parrucca di una donna, svelando che Turner aveva finto di essere la donna che andava via la notte che Kale e Ashley lo stavano osservando. Quando arriva l'agente Gutierrez, Turner gli spezza il collo. Kale trova sua madre legata e imbavagliata in cantina. Turner appare, lo colpisce alla schiena e lo spinge verso un muro. Prima che Turner possa uccidere Kale, Julie pugnala il primo alla gamba con un cacciavite, permettendo a Kale di uccidere Turner con delle cesoie da giardinaggio.
Dopo la risoluzione degli omicidi, il braccialetto di Kale viene rimosso in anticipo per buona condotta. Kale si vendica dei bambini del quartiere e poi bacia Ashley sul divano, mentre Ronnie li filma scherzosamente.

## Produzione
Mentre il film era in pre-produzione, Steven Spielberg, produttore esecutivo, notando il talento di Shia LaBeouf, decide di ingaggiarlo come protagonista del film. Questo è il primo ruolo da protagonista per LaBeouf, che viene giudicato molto bene dalla critica. La regia viene affidata a D.J. Caruso e il ruolo di Ashley alla modella Sarah Roemer. All'uscita nel 2007, è stato un successo di pubblico, soprattutto di giovani, e ha incassato 117 milioni di dollari in tutto il mondo.

## Controversie
La trama presenterebbe analogie con quella del film del 1954 La finestra sul cortile di Alfred Hitchcock, in cui James Stewart, costretto a casa su una sedia a rotelle, inizia a spiare il vicinato per passare il tempo, scoprendo un omicidio. Nel film di Hitchcock, il protagonista disponeva a questo scopo di un binocolo e di una macchina fotografica a pellicola dotata di un potente teleobiettivo (era infatti un fotogiornalista), in questo caso Kale si serve anche di una videocamera.
Il 5 settembre del 2008, oltre un anno e mezzo dalla sua distribuzione nelle sale statunitensi, il film è stato accusato di plagio. Spielberg, la Dreamworks, la Viacom e la Universal Pictures sono stati accusati di aver realizzato il film copiando la trama del film di Hitchcock. La Sheldon Abend Revocable Trust, che detiene i diritti dell'opera di Hitchcock, tratta dall'omonimo racconto di Cornell Woolrich, ha intentato una causa, presentata presso una corte federale di Manhattan.
Nel 2010 la causa si è conclusa a favore degli accusati.

## Colonna sonora
1. Always Love – 3:16 (Nada Surf)
2. Don't Make Me Wait – 3:47 (This World Fair)
3. One Man Wrecking Crew – 4:13 (Guster)
4. Whoa Now – 4:02 (Louque)
5. Gangsta Boogie – 4:06 (Love Stink)
6. Next to You – 3:25 (Buckcherry)
7. Because I Got High – 4:23 (Afroman)
8. We Love Reggae – 4:07 (Noiseshaper)
9. Dream – 3:30 (Priscilla Ahn)
10. The Great American Napkin – 3:04 (The Summer Skinny)
11. Lovin' You – 3:23 (Minnie Riperton)
12. You'll Never Find Another Love Like Me – 4:25 (Lou Rawls)

### Altre canzoni presenti nel film
1. Lonely Day – 2:47 (System of a Down)
2. Taper Jean Girl – 2:57 (Kings of Leon)
3. Hello Kitty – 2:50 (DNA)
4. Me So Horny – 4:33 (Countdown)
5. Two Step – 2:26 (The Forbes Brothers)
6. One Man Wrecking Machine – 3:36 (Guster)
7. Transatlanticism – 7:55 (Death Cab For Cutie)